# Kim Dae-eun
Kim Dae-eun (in hangŭl: 김대은; Yeonggwang, 17 settembre 1984) è un ex ginnasta sudcoreano.

## Palmarès

### Olimpiadi
- 1 medaglia:
  - 1 argento (Atene 2004 nell'all-around)

### Mondiali
- 1 medaglia:
  - 1 oro (Stoccarda 2007 nelle parallele simmetriche)

### Giochi asiatici
- 2 medaglie:
  - 1 oro (Doha 2006 nelle parallele simmetriche)
  - 1 bronzo (Doha 2006 a squadre)